# アリドオシラン
アリドオシラン（蟻通し蘭、学名：Myrmechis japonica (Rchb.f.) Rolfe）は、ラン科アリドオシラン属に分類される多年草の1種。和名は葉がアカネ科のアリドオシに似ていることに由来する。属名の「Myrmechis」は、アリを意味し、種小名の「japonica」はギリシア語で日本を意味する。

## 分布と生育環境
千島列島南部、北海道、近畿地方以北の本州、四国に分布する。
深山（山地帯から亜高山帯にかけて）針葉樹林や落葉樹林の下で苔に混じって、湿った場所に生育する。基準標本は御嶽山の個体。

## 特徴
茎は細くひも状で下部は地を這い、高さ5-10 cm、無毛。根を出すことは稀。3-5枚の葉がまばらに互生し、広卵形で長さ5-12 mm、幅4-8 mm、表面に微突起と光沢があり、冬に枯れる。花茎には白い多細胞の縮毛がある。茎の先端に1-3個の白色ときに薄桃色の花を横向きにつける。花期は7-8月。苞は膜質で、長さ4-6 mmの広披針形。唇弁は長さ6-7 mmの萼より長く、約1 cmで基部はふくれ、先端は2裂する。葯は広卵形で、薄紅色。草姿はアカネ科のツルアリドオシに似ている。

花の細部（正面）
花の側面
葉

## 種の保全状況評価
日本では以下の多数の都道府県で、レッドリストの指定を受けている。採集、登山者による踏みつけ、森林開発などにより、個体数が減少している地域がある。磐梯朝日国立公園、日光国立公園、上信越高原国立公園、中部山岳国立公園、僧ヶ岳県立自然公園などの自然公園指定植物。
- 絶滅危惧IA類（CR）- 神奈川県[16]、山梨県、徳島県[注釈 2][17]、高知県[18]
- 絶滅危惧IB類（EN）- 愛媛県[13]
- 絶滅危惧II類（VU）- 埼玉県[8]、東京都西多摩[19]、新潟県[15]、富山県[12]
  - Bランク - 岩手県[注釈 3][14]
  - 絶滅危惧種 - 奈良県[注釈 4]
- 準絶滅危惧（NT）- 秋田県
  - 希少種（R） - 北海道[注釈 5][4]
- 要注目種 - 静岡県